# 华南复叶耳蕨
华南复叶耳蕨（学名：Arachniodes festina）为鳞毛蕨科复叶耳蕨属下的一个种。模式标本采自广东罗浮山。

## 别名
也称川滇假复叶耳蕨，又名细叶汝蕨（中国主要植物图说·蕨类植物门）、台湾两面复叶耳蕨（台湾植物志）。